# 闊達回龍寺
闊達回龍寺位於四川省綿陽市平武縣，文物遺址年代判定為清代。2007年6月1日公佈為四川省第七批文物保護單位。